# Egea
European Geography Association, znano pod kratico EGEA je mreža evropskih študentov geografije in mladih raziskovalcev s ciljem, da se pridobljene lokalne izkušnje povežejo  v Evropi in tako teži k cilju do širokega globalnega znanja. Zveza študentov geografije in mladih geografov je bila ustanovljena leta 1987. Njen moto je: Experience Geography, Explore Europe – Izkusi geografijo, razišči Evropo.  
V svojem programu EGEA organizira kongrese, izmenjave med skupnostmi, motivacijske vikende, ekskurzijame in izkušnje potem objavi v znanstveni reviji v obliki strokovnih člankov. Kjer dobimo vse informacije o tekočem in preteklem dogajanju, za to obstaja stran (www.egea.eu)
Eden glavnih ciljev EGEe je da se mladim geografom odpre velikopriložnosti, da potem svoje znanje koristijo in uveljavljajo svoj potencial kot mladi raziskovalci. EGEA ponuja priložnost, da se nauči še kaj več, kot samo v šolskih klopeh. Člane se spodbuja z medkulturno interakcijo, le-to pa se širi z aktivnostmi in povezovanjem s strokovnimi, znanstvenimi, kulturnimi in profesionalnimi institucijami ki delujejo na tem področju. Izobraževanje tekom udeleževanja v društvu teži k razvoju kvalitetnega, raznovrstnega in nediskriminatetnega razmišljanja. EGEA aktivno sodeluje s strateškimi partnerji pri promociji geografije, saj je ena ključnih ved, ki lahko reši današnja mnoga vprašanja o Zemlji in njenem razvoju, oziroma danes že propadu. Tako je cilj da se geografijo, kot je nekoč že bila, spet postavi bližje centru pozornosti in zanimanja, ter tako sbodbudi k raziskovanju. 

## Zgodovina
Leta 1987 so se zbrali študenti unverz v Varšavi, Barceloni in Utrechtu in dobili skupno idejo o ustanovitvi društva, ki bi povezoval in širil znanje o geografiji med državami Evropske Unije. Leto kasneje – 1988 je društvo dobilo sedež v Utrechtu. V obdobju 23.ih let je skupno število skuppnosti zraslo s 3 na 80, ki povezujejo 34 evropskih držav. Leta 1996 je sledil precej pomemben korak, tj. otvoritev spletne strani. Na generalnem srečanju, leta 2009 v Haagu je EGEA naredila pomemben korak. Od takrat naprej deluje EGEA kot organizacija. 

## Dejavnosti
Člani EGEe danes organizirajo mnogo dogodkov. Od lokalnih, nacionalnih do mednarodnih. Glavni dogodki leta so kongresi. Mednarodni dogodki so lahko tudi v obliki poletnih šol in nacionalnih vikendov. Skupnosti organizirajo tudi lastne dogodke, kjer je glavna nit udeležba znanstvenih seminarjev, predavanj, ekskurzij ali pa glavni razlog temelji v druženju in spoznavanju članov. Zelo popularna aktivnost je tudi izmenjava med skupnostmi, kjer študentje nekaj dni preživijo v drugi državi in spoznavajo raznolikosti študija in življenja na tujem.

### Kongresi
Nobeno leto ne mine brez petih (5) kongresov. Štirje potekajo v vsaki regiji, kjer skupnost ali več njih, privabi člane iz vseh koncev Evrope. Najbolj pomemben pa je tako imenovan letni kongres, ki je po navadi jeseni.
Na kongresu nikoli ne manjka delavnic, ekskurzij, predavanj in zabave z znanstvenim pristopom. Nepogrešljiv del so tudi sestanki glavnih v odboru, kontaktnih oseb in predstavnikov skupnosti.

### Izmenjave
Izmenjava študentov je najbolj priljubljena aktivnost v EGEi. Študentom se omogoči nekajdnevno bivanje v tujini, se uči o tuji kulturi, izkusi njihove navade, raziskuje naravo in vidi zanimive točke v obiskani državi. To omogoči mladim raziskovalcem da izkusijo kar se učijo, in kar je bistvo študija ne glede na smer izobraževanja. Sporazumno ena skupnost gosti drugo. To pomeni, da določen čas gostitelji skrbijo za nastanitev, hrano in program izvajanja. Čez čas se usluga vrne in gostitelji postanejo gosti. Izmenjave so najštevilnejše aktivnosti ki se v EGEi izvedejo v letu.

### Znanstveni simpozij
Vsako leto na anualnem kongresu je tudi t. i. znanstveni simpozij, kjer udeleženci predstavijo njihovo strokovno ali raziskovalno delo oz. projekt. Lahko je v obliki diplome, magistrske naloge ali doktorske dizertacije. Vsekakor gre za pomemben dogodekv smeri izobraževanja mladih geografov.

### Seminarji
Vsako leto prinese mnogo seminarjev, ki so vedno organizirani s pomočje dveh ali več skupnosti. Seminarji temeljijo izključno na strokovnem nivoju različnih tem in področij v geografiji.

### Poletne in zimske šole
Kadar ne poteka šolsko leto, torej v pavzi med semestri - poleti in pozimi, EGEA ponudi priložnost, da se član udeleži poletne ali zimske šole. Ta lahko traja vsaj 10 dni, a po navadi tudi več.

### Vikend aktivnosti
Nacionalne ali mednarnodne vikende organizira skupnost. Glavna tema se po navadi dotika lokalnih in regionalnih okolij ali problemov. Program se lahko razlikuje – od strokovne podlage, do zabavnega druženja 

## Struktura
EGEA je razdeljena na štiri administrativne regije; severno & Baltsko, vzhodno, zahodno in euro-mediteransko. Vsaka od teh izvoli predstavnika, ki predstavlja vez med člani skupnosti in regij, do glavnih v odboru. Po navadi imajo tako kot naši profesorji kakšnega asistenta ali več.

### Regije

#### Severna & Baltska regija
Regija združuje skupnosti severnih držav. Skupnosti so na Danskem, Finskem, Norveškem, v Rusiji, Estoniji, Latviji in Litvi. Državi v tej regiji brez dejavnih skupnosti sta Švedska in Islandija.
| Skupnost        | Država   |
| --------------- | -------- |
| København       | Danska   |
| Helsinki        | Finska   |
| Joensuu         | Finska   |
| Kaliningrad     | Rusija   |
| Oulu            | Finska   |
| Riga            | Latvija  |
| Sankt Peterburg | Rusija   |
| Tallin          | Estonija |
| Tampere         | Finska   |
| Tartu           | Estonija |
| Trondheim       | Norveška |
| Vilna           | Litva    |

#### Vzhodna regija
Vzhodna regija je največja. Skupnosti so iz Poljske, Ukrajine, Moldavije, Romunije, Bolgarije, Madžarske, Slovaške, Češke in Gruzije ter dve ruski skupnosti – Moskva in Iževsk.
| Skupnost          | Država    |
| ----------------- | --------- |
| Bratislava        | Slovaška  |
| Brno              | Češka     |
| Bukarešta         | Romunija  |
| Cluj-Napoca       | Romunija  |
| Craiova           | Romunija  |
| Iasi              | Romunija  |
| Iževsk            | Rusija    |
| Krakov            | Poljska   |
| Kijev             | Ukrajina  |
| Lvov              | Ukrajina  |
| Moldova           | Moldavija |
| Moskva            | Rusija    |
| Pécs              | Madžarska |
| Poznan            | Poljska   |
| Praga             | Češka     |
| Sighetu Marmaţiei | Romunija  |
| Sofija            | Bolgarija |
| Sosnowiec         | Poljska   |
| Szeged            | Madžarska |
| Tblisi            | Gruzija   |
| Timisoara         | Romunija  |
| Torun             | Poljska   |
| Varšava           | Poljska   |

#### Zahodna regija
Po številu skupnosti in članov je ta regija največja. Sestavljajo jo skupnosti Britanskega otočja, države Beneluxa, Nemčije, Švice in Avstrije.
| Skupnost  | Država     |
| --------- | ---------- |
| Aachen    | Nemčija    |
| Amsterdam | Nizozemska |
| Augsburg  | Nemčija    |
| Berlin    | Nemčija    |
| Bern      | Švica      |
| Bonn      | Nemčija    |
| Bruselj   | Belgija    |
| Dunaj     | Avstrija   |
| Erlangen  | Nemčija    |
| Gießen    | Nemčija    |
| Göttingen | Nizozemska |
| Gradec    | Avstrija   |
| Groningen | Nizozemska |
| Hannover  | Nemčija    |
| Jena      | Nemčija    |
| Kiel      | Nemčija    |
| Leicester | Anglija    |
| Leuven    | Belgija    |
| Mainz     | Nemčija    |
| Marburg   | Nemčija    |
| München   | Nemčija    |
| Münster   | Nemčija    |
| Nijmegen  | Nizozemska |
| Osnabrück | Nemčija    |
| Passau    | Nemčija    |
| Trier     | Nemčija    |
| Tübingen  | Nemčija    |
| Utrecht   | Nizozemska |

#### Evro-Mediteranska regija
Ta regija je sestavljena iz vseh skupnosti ob Sredozemskem morju, iz držav Portugalske, Španije, Francije, Italije, Malte, Slovenije, Hrvaške, Srbije, Albanije, Makedonije, Grčije, Izraela in Turčije.
| Skupnost   | Država      |
| ---------- | ----------- |
| Atene      | Grčija      |
| Barcelona  | Španija     |
| Beograd    | Srbija      |
| Bologna    | Italija     |
| Dijon      | Francija    |
| Isreal     | Izrael      |
| Izmir      | Turčija     |
| Koper      | Slovenija   |
| La Rocelle | Francija    |
| Lizbona    | Portugalska |
| Ljubljana  | Slovenija   |
| Maribor    | Slovenija   |
| Malta      | Malta       |
| Mitilena   | Grčija      |
| Novi Sad   | Srbija      |
| Rim        | Italija     |
| Sevilla    | Španija     |
| Skopje     | Makedonija  |
| Tirana     | Albanija    |
| Torino     | Italija     |
| Valencia   | Španija     |
| Zagreb     | Hrvaška     |

### Odbor EGEe
Odbor sestavljajo predsednik, podpredsednik, tajnik in blagajnik. Odbor je izvoljen na vsakoletnem generalnem srečanju članov organizacije. Predstavnik skupnosti si z organizacijo letnega kongresa zagotovi mesto v odboru. Odbor predstavlja izvršilni organ organizacije. Direktor sekretariata ima od leta 2005 sedež v pisarni EGEe v Utrechtu. 

## Partnerji
EGEA ima sklenjene pogodbe z več partnerji iz organizacij kot so EUROGEO, IFISO, AEGEE, eestech, studyportals in BEST. Društvo sodeluje tudi s programom Evropske Unije “Youth in Action”. Močne vezi so tudi s podjetjem ESRI, ki je eden glavnih dobaviteljev programa GIS, in z Univerzo v Utrechtu.